# Vibiana de Roma
Santa Vibiana nasceu no século III em Roma. É uma mártir virgem para a Igreja Católica Romana. É a santa padroeira da Arquidiocese de Los Angeles, onde é venerada com uma festa memorial no dia 1 de setembro.
Os restos mortais de Santa Vibiana foram descobertos em 9 de dezembro de 1853 em antigas catacumbas perto da Via Ápia. Uma placa de mármore adornava o seu túmulo, no qual estava escrito "à alma da inocente e pura Vibiana", sobre uma coroa de louros, que era o símbolo do martírio para os antigos cristãos.
Desde 2002 que as suas relíquias se encontram no mausoléu da Catedral de Nossa Senhora dos Anjos, em Los Angeles, Estados Unidos. A antiga Catedral de Santa Vibiana, na mesma cidade, era-lhe dedicada.